# Fritz Kraatz
Friedrich „Fritz” Hermann Heinrich Kraatz (ur. 4 lutego 1906 w Davos, zm. 15 stycznia 1992) – lekarz dentysta, były zawodowy szwajcarski hokeista oraz prezydent IIHF w latach 1947–1948 oraz 1951–1954. Jako hokeista występował w reprezentacji Szwajcarii z którą zdobył brązowy medal podczas zimowych igrzysk olimpijskich w 1928.
Po raz pierwszy na prezydenta IIHF został wybrany w 1947 roku po rezygnacji swojego poprzednika Paula Loicqa, ale pełnił tę funkcję tylko przez rok do następnego kongresu. Ponownie został prezydentem IIHF w 1951 roku, tym razem pełnił tę funkcję przez trzy lata.